# Charles Samuel Pollock Parish
Charles Samuel Pollock Parish (1822 – 1897) fue un misionero, y botánico aficionado, inglés.

## Honores

### Epónimos
- (Acanthaceae) Strobilanthes parishii C.B.Clarke[1]
- (Adiantaceae) Adiantum parishii Hook.[2]
- (Alliaceae) Allium parishii var. keckii Munz[3]
- (Apiaceae) Arracacia parishii Greene[4]
- (Asteraceae) Viguiera parishii Greene[5]
- (Balsaminaceae) Impatiens parishii Hook.f.[6]
- (Begoniaceae) Begonia parishii C.B.Clarke[7]
- (Boraginaceae) Amsinckia parishii Brand[8]
- (Brassicaceae) Boechera parishii (S.Watson) Al-Shehbaz[9]
- (Cactaceae) Corynopuntia parishii (Orcutt) F.M.Knuth in Backeb. & F.M.Knuth[10]
- (Caryophyllaceae) Silene parishii S.Watson[11]
- (Caryophyllaceae) Silene parishii var. latifolia C.L.Hitchc. & Maguire[12]
- (Celastraceae) Euonymus parishii Trel.[13]
- (Chenopodiaceae) Atriplex parishii S.Watson[14]
- (Convolvulaceae) Convolvulus parishii Peter. ex Hallier f.[15]
- (Crassulaceae) Cotyledon parishii Fedde[16]
- (Cyperaceae) Eleocharis parishii Britton[17]
- (Davalliaceae) Davallia parishii Hook.[18]
- (Dennstaedtiaceae) Lindsaea parishii Baker[19]
- (Dryopteridaceae) Ctenitis parishii (Hook.) N.S.Jamir & R.R.Rao[20]
- (Ericaceae) Rhododendron parishii C.B.Clarke, Lace & W.W.Sm.[21]
- (Euphorbiaceae) Chamaesyce parishii (Greene) Millsp.[22]
- (Fabaceae) Phaca parishii Rydb.[23]
- (Gentianaceae) Canscora parishii Hook.f.[24]

- La abreviatura «C.S.P.Parish» se emplea para indicar a Charles Samuel Pollock Parish como autoridad en la descripción y clasificación científica de los vegetales.[25]